# Matthew Bellamy
Pour les articles homonymes, voir Bellamy.
 (février 2023).

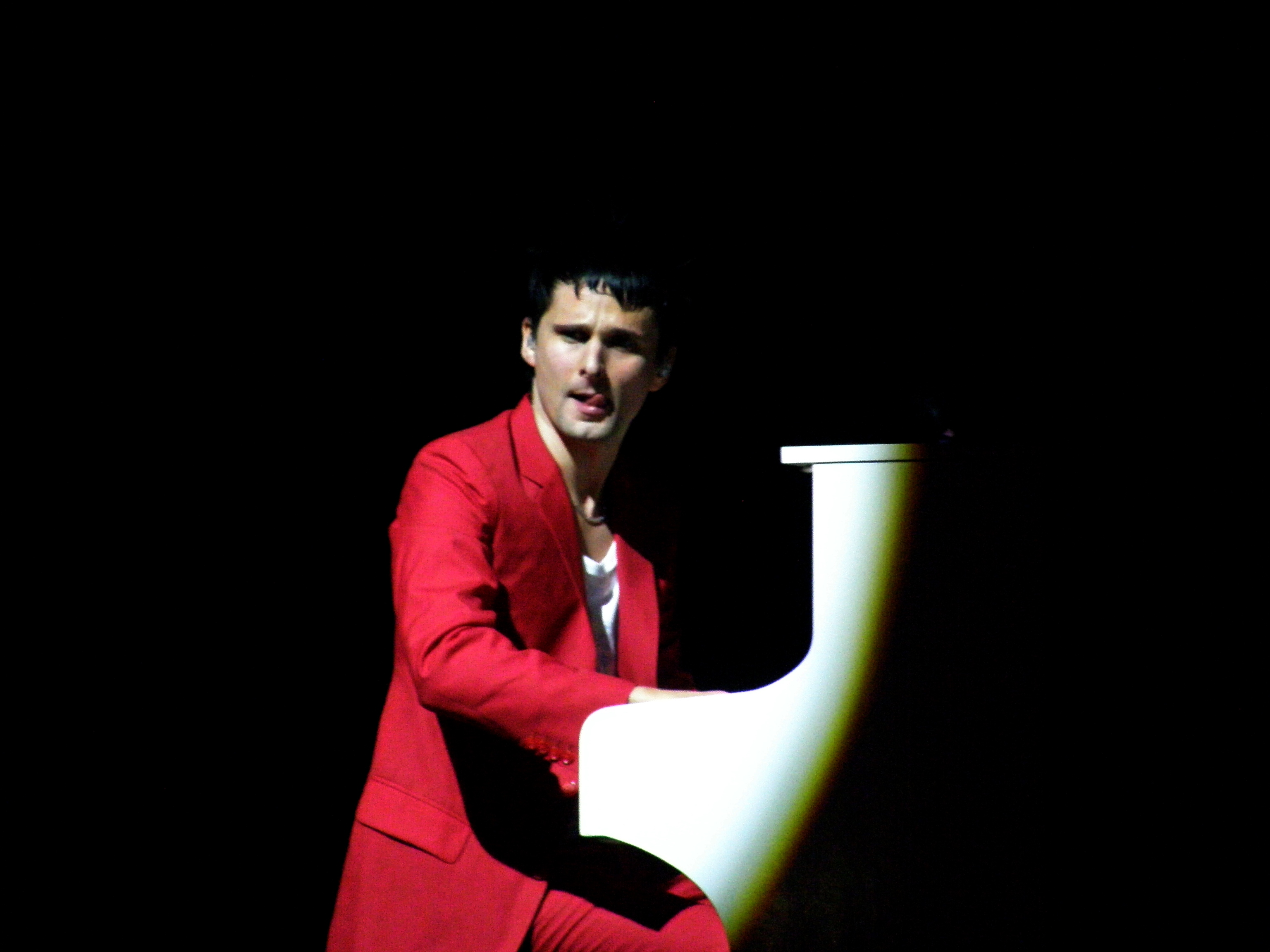
Matthew Bellamy en 2007.

Matthew Bellamy, né le 9 juin 1978 à Cambridge, est un auteur-compositeur-interprète britannique, figure principale du groupe Muse. Sa voix de ténor possédant 3,5 octaves et sa polyvalence instrumentale contribuent à faire de lui le leader du groupe. Depuis 2018, il est le bassiste du supergroupe The Jaded Hearts Club.

## Biographie

### Débuts
Matthew Bellamy est né le 9 juin 1978 à Cambridge, Angleterre. Sa mère Marilyn Bingham est originaire de Belfast en Irlande du Nord et son père George Bellamy est connu pour avoir été le guitariste rythmique du groupe de pop-rock anglais The Tornados qui fut le premier groupe britannique à avoir été classé numéro 1 des charts américains, avec le single Telstar, au début des années 1960. Matthew a un frère de 6 ans son aîné, Paul. Il vit à Cambridge jusqu'à l'âge de 10 ans, avant de partir dans le Comté de Devon.
Bien qu'ayant commencé le piano à 5 ans, son intérêt pour la musique commence vraiment à 13 ans, lorsque ses parents se séparent et qu'il ressent le besoin de combler l'absence de son père musicien. Sous l'influence de ce dernier, il se met à la guitare à 14 ans, et commence à écouter beaucoup de blues et de jazz. Il passe toute son adolescence dans la bourgade de Teignmouth (Devon), vivant tantôt chez sa mère, tantôt chez son père, parfois même chez ses grands-parents.

### Carrière au sein du groupeMuse

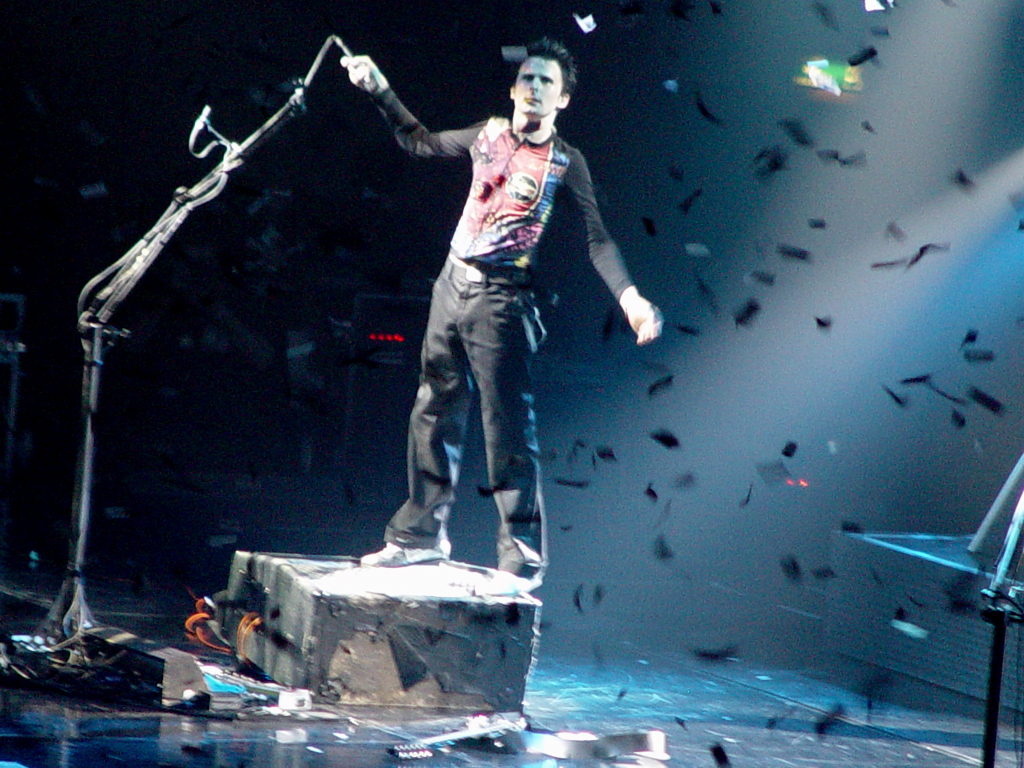
Matthew Bellamy en 2003

#### Formation du groupe
Après avoir commencé à jouer dans un premier groupe, Bellamy rejoint celui de Dominic Howard, Gothic Plague. Ne leur manquant qu'un bassiste, ils demandent à leur camarade Christopher Wolstenholme, rencontré lors d'un concert, d'apprendre la basse et de se joindre à eux, ce qu'il accepta, bien que n'ayant de l'expérience qu'en matière de chant et de batterie. Formé en 1992, le groupe prit, début 1994, le nom de Rocket Baby Dolls, avant d'être rebaptisé par la suite Muse.
Vers sa majorité, Matthew part vivre et travailler à Exeter chez un ami peintre et décorateur. Leur appartement est une sorte de squat où les seringues hypodermiques se mélangent aux poudres et aux papiers d'aluminium, et où les gens vont et viennent à n'importe quelle heure du jour et de la nuit. « En conséquence, je n'ai jamais touché aux drogues comme la cocaïne ou l'héroïne », avoue-t-il. « J'ai vu à cette époque les effets qu'elles avaient sur les gens. » Toujours à ce moment, il entreprend un long périple à travers l'Europe, durant lequel il découvrira l'Italie, la Grèce et l'Espagne, et composera une grande partie de Showbiz.

#### Position au sein de Muse
Membre charismatique du groupe, sa polyvalence instrumentale et son attitude libérée sur scène contribuent au succès des lives de Muse. Sa voix puissante de fausset a souvent été comparée à celle de Jeff Buckley ou de Thom Yorke, mais il ne s'en formalise plus, ses envolées lyriques donnant le ton pour tout le reste.
Il est l'auteur des textes du groupe et son principal compositeur, mais semble devenir plus souple avec les années, les noms d'Howard et de Wolstenholme venant créditer les morceaux depuis Absolution.
La chanson de Muse qu'il préfère est Space Dementia pour sa longue intro au piano.
Influencé entre autres par Tom Waits, Nirvana, Depeche Mode, Smashing Pumpkins (dont l'album qu'il préfère est Siamese Dream), Rage Against the Machine (qu'il a vu dix fois en concert), il déclare « que les deux albums les plus importants de la décennie sont Nevermind de Nirvana et The Bends de Radiohead ».

### Vie privée
Il a été fiancé pendant huit ans avec la psychologue Gaia Polloni, jusqu'à leur séparation en janvier 2010 ; le couple était installé à Moltrasio, un village italien situé sur les bords du lac de Côme où résidait sa compagne. Le chanteur s'y est fait construire un studio d'enregistrement, dans lequel a été élaboré l'album The Resistance mais il n'y vit plus depuis leur séparation.
À partir de 2010, Matthew partage sa vie avec l'actrice new-yorkaise Kate Hudson, fille de l'actrice Goldie Hawn. Ils officialisent leur relation au début du mois de juillet 2010 et se fiancent au mois d'avril 2011. Ils ont un garçon né le 9 juillet 2011, prénommé Bingham "Bing" Hawn Bellamy. Après des semaines de rumeurs sur une possible rupture, leur porte-parole officiel confirme leur séparation le 8 décembre 2014. Après 4 ans d'amour, le couple se sépare officiellement le 9 décembre 2014.
Le chanteur est propriétaire, depuis le mois de novembre 2010, d'une ferme dans le Devon dans laquelle il prévoit de cultiver du chanvre ; lorsqu'un journaliste lui demande s'il a prévu une reconversion pour l'« après-Muse », il déclare qu'il s'y installera pour tondre ses moutons.
En février 2011, il s’installe à Londres avec Kate Hudson. C'est d'ailleurs dans cette ville que fut enregistré le sixième album de Muse, The 2nd Law entre 2011 et 2012. Il a deux chats : Kim et Kanye, et deux chiens aussi appartenant au groupe. Il donne naissance à son premier enfant le 9 juillet 2011 avec sa femme Kate Hudson et le nomment Bigham Bing Hawn Bellamy.
À la suite de la rupture avec l'actrice américaine, il se met en couple avec le mannequin américain Elle Evans en février 2015. Il quitte alors Londres et emménagent ensemble à Los Angeles, où seront enregistrés les deux albums suivants de Muse : Drones et Simulation Theory en 2015 et 2018. Ils se marient le 10 août 2019 à Malibu. Sa femme, Elle, annonce le 9 février 2020 être enceinte de leur premier enfant, une fille attendue pour fin mai. Elle Evans accouche le 7 juin 2020 d'une fille prénommée Lovella Dawn Bellamy.
Depuis 2019, il compose et publie des morceaux solo sans son groupe Muse, comme Pray, chanson hommage à la série Game of Thrones et Tomorrow's World lors du confinement en 2020. Il publie ensuite les morceaux Behold, The Glove et Simulation Theory Theme, respectivement en août et septembre 2020. Il s'agit des thèmes musicaux du film Simulation Theory de Muse. En septembre 2020, il publie une reprise du morceau Bridge Over Troubled Water du duo folk américain Simon and Garfunkel. Ces morceaux donnent lieu à un album intitulé Cryosleep, paru le 16 juillet 2021.
En mars 2024, son épouse Elle Evans Bellamy, annonce une seconde grossesse sur les réseaux sociaux, leur fils George Julien-Wade Bellamy naît le 12 mai 2024. Il s'agit du troisième enfant de Matthew Bellamy après Bingham, né en 2011 (avec l'actrice Kate Hudson) et Lovella en 2020.

## Style musical
Guidé par des goûts musicaux très éclectiques (jazz et rock bien sûr, mais aussi musique classique, dont l'influence se devine aisément à l'écoute de ses improvisations), Matthew avoue louer d'éminents compositeurs classiques comme Rachmaninov, Liszt, Prokofiev, Chopin, Berlioz. Il aime également des artistes plus rock dont il parle volontiers comme influence notamment dans son jeu de guitare tels que : Jimi Hendrix, The Edge du groupe U2, Ben Harper and the Innocents Criminals, Billy Corgan des Smashing Pumpkins, Syd Barrett de Pink Floyd, Slash des Guns N'Roses, Tom Morello des Rage Against the Machine et Kurt Cobain du groupe Nirvana.
Muse a enregistré en 2008 une reprise de l'un des hits des Shadows, Man of Mystery, qu'ils ont joué sur scène lors de leurs tournées en 2007 et 2008.
D'une manière assez anecdotique, sa manière assez bruyante de reprendre son souffle lui a valu quelques critiques à ses débuts, même s'il s'est amélioré sur ce point au cours de sa carrière.

## Discographie

### Avec Muse
- 1999 : Showbiz
- 2001 : Origin of Symmetry
- 2002 : Hullabaloo (compilation de faces-B + live)
- 2003 : Absolution
- 2006 : Black Holes and Revelations
- 2008 : HAARP (album live)
- 2009 : The Resistance
- 2012 : The 2nd Law
- 2013 : Live at Rome Olympic Stadium (album live)
- 2015 : Drones
- 2018 : Drones World Tour (album live)
- 2018 : Simulation Theory
- 2020 : Simulation Theory Film
- 2022 : Will of the People

### En solo (Matt Bellamy)

#### Album
- 2021 : Cryosleep

#### EP
- 2020 : Unintended (Acoustic Version)

#### Singles
- 2009 : The International - End Title : BO du film The International
- 2019 : Pray (High Valyrian) sur l'album For The Throne : album collaboratif inspiré de l'Univers de Game of Thrones
- 2020 : Tomorrow's World : Morceau sorti lors du confinement du Coronavirus sur le monde d'après.
- 2020 : Behold, The Glove : Thème de la tournée Simulation Theory World Tour en 2019, initialement intitulée STT Interstitial 2
- 2020 : Simulation Theory Theme, thème du film éponyme paru en 2020.
- 2020 : Simulation Theory Theme (Instrumental), thème du film éponyme paru en 2020.
- 2020 : Bridge Over Troubled Water, reprise du duo américain Simon and Garfunkel

### Avec The Jaded Hearts Club
Il interprète vocalement les morceaux We'll Meet Again et Fever.

## Autres œuvres
- Il est co-compositeur en 2009 de la musique de fin du film L'Enquête (The International).
- Il est le chef d'orchestre et l'arrangeur d'une symphonie qu'il a lui-même composée entre 2005 et 2009. Ce morceau se trouve sur l'album The Resistance de Muse sorti en 2009 et s'intitule Exogenesis: Symphony.
- En 2010, il compose le morceau Neutron Star Collision (Love is Forever), qu'il avoue avoir composé après sa rupture avec Gaia Polloni. Le clip de cette chanson a été mis en ligne sur leur site internet le 20 mai 2010 à 12h (heure américaine) et 18h (heure française).
- En mars 2013, il diffuse sur son compte Twitter pendant une heure un lien de téléchargement d'un ensemble de compositions symphoniques avec pour seul intitulé "London Orchestra".
- En avril 2019, il figure en tant que compositeur de la chanson Pray sur l'album For The Throne, dédié à la saison 8 de la série Game of Thrones[14].
- Le 8 mai 2020, il publie un morceau intitulé Tomorrow's world, composé à Los Angeles pendant le confinement du Covid-19[15].
- Le 4 avril 2024 sortira le livre audio 1984 de George Orwell sur la plateforme de livre audio Audible. Matthew Bellamy signe la bande originale, enregistrée aux studios Abbey Road avec l'orchestre du London Metropolitan Orchestra[12].

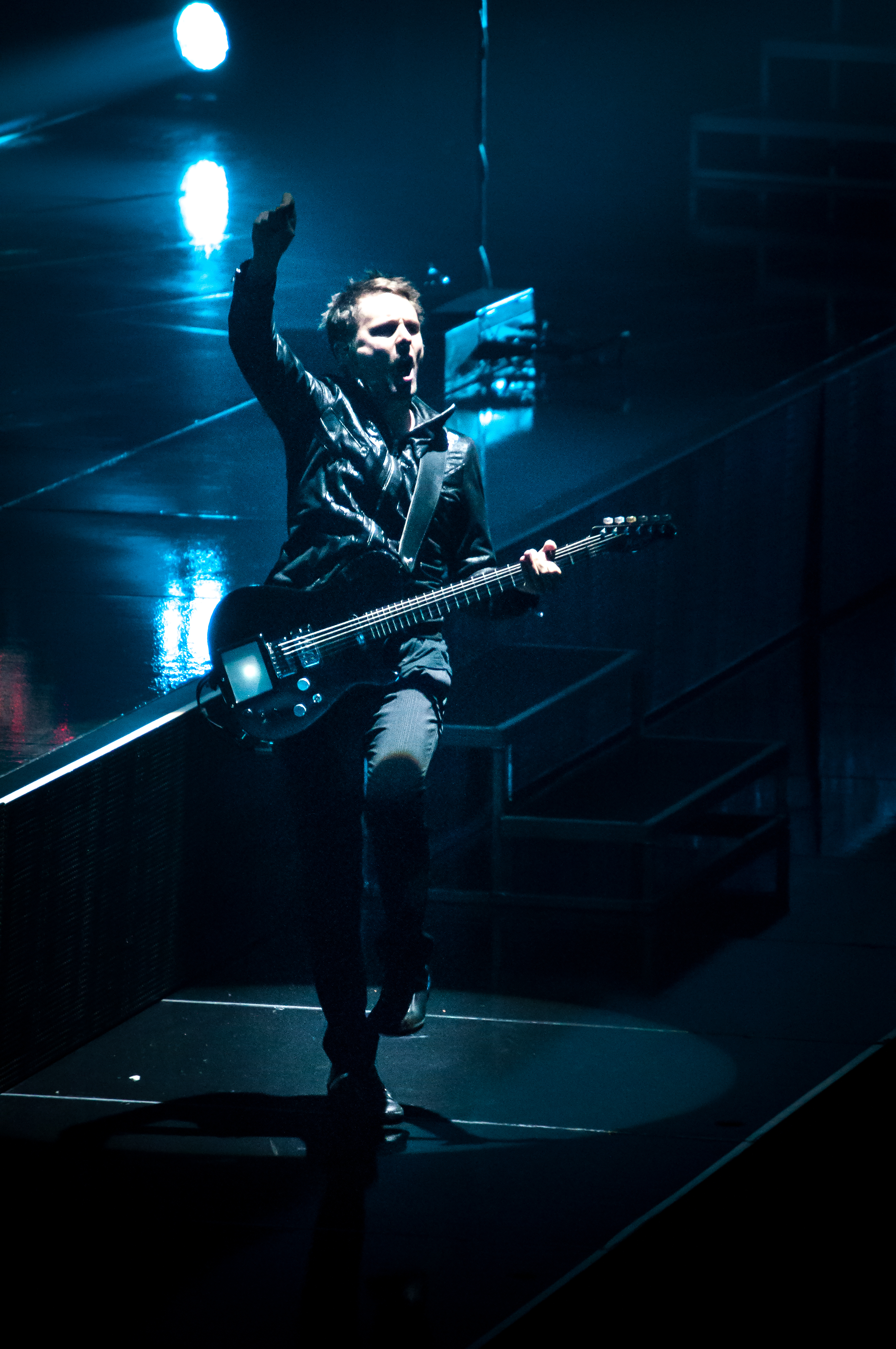
Matthew Bellamy en 2013

## Équipement
Matthew Bellamy, passionné de musique depuis son enfance, est un multi-instrumentiste reconnu. Non content de posséder une grande maîtrise de la guitare et des claviers « classiques » (piano, synthétiseur), il s'essaie tout au long de la carrière du groupe à bien d'autres horizons musicaux, incluant le keytar, les ondes Martenot, la mandoline, l'orgue (qui tient une place centrale dans le morceau Megalomania qui clôture Origin of Symmetry)…

### Studio
Il s'est fait construire en 2008 un studio personnel sur les bords du Lac de Côme près de Milan, en Italie. Ce studio est appelé le Studio Bellini, du nom du compositeur italien du XIXe siècle, Vincenzo Bellini, qui vécut dans la région en son temps. Il s'agit de sa résidence principale depuis 2009. Une chambre est prévue pour chacun des membres du groupe. C'est dans ce studio qu'a été enregistré en 2009 leur opus The Resistance. Pour cet album, Matthew Bellamy a privilégié un ampli Dickinson 2×12 qui donne « un son plus dur et plus bizarre » ainsi qu'un baffle Mills 4×12. De plus le studio est équipé d'une table de mixage SSL 4048G+.

### Guitares
En 2009, Bellamy se conçoit une guitare fabriquée par le luthier Manson. Elle est commercialisée depuis juin 2009 sous le nom de Manson MB-1 (Matthew Bellamy 1). Son prix est de 3 700 €. Elle est dotée d'une amélioration propre aux instruments de l'artiste : le Kaoss Pad, une pédale d'effet tactile directement intégrée au corps de la guitare. Ce Kaoss Pad est utilisé le plus souvent durant le solo de Supermassive Black Hole, mais à chaque fois avec un rendu différent.
En 2010, une nouvelle guitare Manson, la Twin P90 bridge soapbars, est conçue pour Matthew Bellamy. Cette guitare est argentée et dotée de deux manches. Ce modèle est équipé de deux manches de six cordes,. Elle est utilisée pour la première fois lors de leur concert privé au Casino de Paris, le 25 mai 2010, et est appelée la « Casinocaster ».
Un modèle signature destiné au grand public est commercialisé par Cort en 2015. La MBC-1, vendue à 600 €, est conçue en collaboration avec le luthier Manson et comporte notamment un "Killswitch" permettant d'interrompre le signal de l'instrument d'une simple pression.
Le 26 octobre 2021, deux nouvelles guitares étaient commercialisées chez Manson, la DL-OR Standard et la DL-OR Relic, en référence à la trilogie Retour vers le futur et la fameuse DeLorean. 24 DL-OR Standard étaient en vente ainsi que 6 DL-OR Relic.

### Piano
Pour la partie piano, Bellamy fait appel au constructeur japonais Kawai.

## Hommages

### Récompenses
- Il est titulaire d’un doctorat honorifique en arts, décerné par l'Université de Plymouth le 26 septembre 2008 aux trois membres du groupe[21].
- Meilleur artiste britannique en 2009.
- Meilleur chanteur masculin en 2009.
- Entre dans le Guinness des records en 2010 pour le plus grand nombre de guitares cassées sur scène (140 en une tournée).
- Meilleur guitariste des années 2000 par Total Guitar en 2009.
- 3e meilleur guitariste depuis 1980 en 2010.
- 4e meilleur chanteur de tous les temps par un sondage Gigwise.
- Meilleur chanteur masculin en 2010.
- Le 13 avril 2010, la BBC 6 Music a élu Matthew Bellamy troisième meilleur guitariste de ces trente dernières années derrière John Frusciante et Slash.
- Classé 2e meilleur guitariste de tous les temps par un classement NME en 2010[22].
- 9e meilleur leader du groupe de tous les temps[23] par le site web MusicRadar.
- Prix du meilleur album de rock au Grammy Awards en 2016.

### Autres hommages
Le chanteur est présent en tant que personnage dans le jeu vidéo Guitar Hero 5 aux côtés de Johnny Cash et Kurt Cobain entre autres.